# علاج الصداع النصفي (الشقيقة)
علاج الصداع النصفي (الشقيقة)
قد يكون علاج الصداع النصفي (الشقيقة) إما وقائي أو علاجي.والهدف الأساسي من العلاج هو منع حدوث نوبات الشقيقة لكونها من الحالات المعقدة جدا لذلك يفضل دائما الوسائل الوقاية. هناك عدة أنواع وقائية لعلاج الشقيقة لكل منها آثارها ومنها تعطيل الروابط المختلفة من سلسلة حدوث نوبات الشقيقة أما العلاجي فيهدف لنفس الشئ وهو استهداف وتعطيل العمليات المختلفة خلال فترة النوبة ويعد ذلك اختصاراً لمزايا وعيوب العلاج الوقائي والعلاجي.

## العلاج الوقائي
ويمكن تقسيمه إلى علاج غير دوائي وعلاج بالأدوية ويفضل استخدام العلاج غير الدوائي بسبب ارتفاع نسبة الآثار الجانبية غير المرغوبة بها عند أخذ أدوية الشقيقة الوقائية.

### العلاج الوقائي غير الدوائي
لايوجد هناك طريقة وقائية محددة لعلاج الشقيقة لكل من يعاني منها لكونه من الأمراض المعقدة، إذ أنه يجب تحديد مصدر الألم لكل فرد والعامل المساهم لذلك الألم، ويعاني معظم مرضى الشقيقة من عرضين أو أكثر من التالي:
1- ألم في الأوعية الدموية (وهو ألم ينشأ في شرايين فروة الرأس) 2- ألم عضلي (وهو ألم ينشأ من الفك وعضلات الرقبة)
3- ألم أو حساسية غير طبيعية في جلد فروة الرأس (والذي يعرف بزيادة احساس ألم الجلد)  وفرط حساسية الدماغ عند استقباله لرسائل الألم.

## الاجراءات الوقائية الجراحية
يعد الصداع اليومي المزمن من المشاكل الصحية الرئيسية عالميا والتي تؤثر على 3-5% من السكان وينتج من ذلك عجز كبير، وكما أشارت الإدارة الطبية لاضطرابات الصداع أنه يمكن علاج نسبة كبيرة من المرضى بواسطة الأدوية الطبية إلا أن هناك نسبة كبيرة أيضا من المرضى الذين لايستجيبون للعلاج بالأدوية، والذين تمت معالجتهم من خلال الاستخدام الناجح للإجراءات الجراحية وبالتالي أصبحت الجراحة لعلاج الشقيقة من المواضيع المتداولة التي ذكرت كثيرا في المنشورات العلمية. هناك تفاوت لمفهوم الجراحة كعلاجٍ للشقيقة فمنهم من قال بأنه اجتياح غير ضروري وعلى النقيض منهم من قال بأن الخضوع للجراحة لمرة واحدة ليست اجتياحا كما في أخذ أدوية مزمنة يوميا والتي لها آثارا جانبية غير مرغوبة أو أنها لاتعطي نتيجة فعالة، وتكمن الإجابة على هذا اللغز بالموافقة المسبقة للمريض، فيجب أن يوضح الطبيب للمريض جميع الحلول الممكنة بإيجابياتها وسلبياتها وذلك للقيام باختيار سديد وسليم، على سبيل المثال قد يختار بعض المرضى العلاج بالأدوية وفي حال لم تجدي الأدوية نفعا فإنهم يخضعون للجراحة ويعتقد البعض الآخر بأن أخذ أدوية مزمنة تعد بمثابة لعنة عليهم.
هناك أدلة فسيولوجية وتجريبية ودوائية وسريرية كثيرة ولا جدال فيها على أن الألم ينشأ عند مرضى الشقيقة من توسع الفروع الطرفية الخارجة من الجمجمة للشريان السباتي الظاهر، ويعد توسع الأوعية الدموية من العوامل  الرئيسية للشقيقة وقد أثبت أن من أكثر الأدوية شيوعا واستخداما للشقيقة هي ارجوتس والتريبتان وجيبانتس وبعضا من الأدوية الجديدة الصاعدة ويرى أن هناك قاسما مشتركا مهما بين جميع هذه الأدوية وهي أن جميعها يقوم بقوة على الحد من التوسع غير الطبيعي للشرايين الخارجة من الجمجمة وفي نفس الوقت تقوم بتقليل أو انهاء آلام الشقيقة، وحتى الآن جميع العوامل المثيرة للشقيقة لديها خاصية توسع الأوعية الدموية.

## جراحة الشريان
يستخدم الكي الجراحي للشرايين المسؤولة عن الألم – والتي تعرف باجراءات شيفيل  كعلاج وقائي لهؤلاء المرضى الذي أظهر التشخيص أن مصدر الألم ناتج من شرايين فروة الرأس (الفروع الطرفية للشريان السباتي الظاهر)

### تفاصيل أكثر عن إجراء شيفيل
يجب على المريض الخضوع للأشعة المقطعية ثلاثية الأبعاد كي يتم تحديد الشرايين المسؤولة عن الشقيقة وذلك للحصول على رؤيا دقيقة لمسار كل شريان، إذ أنه من الضروري معرفة مسارها لكونها تختلف من شخص إلى آخر وأيضا قد تختلف من جنب إلى جنب للشخص الواحد.ويتم التأكد من مكان وموقع الشريان خلال العملية الجراحية من خلال فحص دوبلر (الأمواج فوق الصوتية)والتي تمكن الشخص من سماع تدفق الدم في الأوعية الدموية، كما أن استخدام الأشعة المقطعية ثلاثية الأبعاد وفحص دوبلر تمكن الجراح من الاستفادة من أصغر شق ممكن وبالتالي تكون الجراحة غازية بأقل مستوى، ومن أكثر الأوعية الدموية شيوعا والتي تسبب آلام الشقيقة هي الفروع الطرفية للشريان السباتي الظاهر وفي التحديد الشريان الصدغي السطحي وفرعه الأمامي والشريان القذالي، كما أن فروع  شرايين الفك العلوي والأذني الخلفي وفوق الحجاج  وفوق البكرة قد يكونوا سببا في آلام الشقيقة، وتتواجد هذه الشرايين تحت منطقة الجلد مما يمكّن الجراحيين من عمل شق صغير للوصول للشريان وعمل إجراء طبيعي ويمكن أن تنتهي العملية بيوم واحد، وبما أن هذه الشرايين لا ترتبط بالشريان المغذي للدماغ فإن امكانية الخضوع لاجراء شيفيل آمن وبدون أي آثار جانبية غير مرغوبة بالإضافة أنها لن تأثر بالشكل الجمالي لكون الشقوق دقيقة وغير واضحة.

### متى تحدد جراحة الشرايين كعلاج للشقيقة
تحدد جراحة الشرايين كعلاج للشقيقة بمجرد التأكد من أن الشرايين هي المسبب الرئيسي للألم، فنجد أن بعضا ممن يعانون الشقيقة ينتفخ لديهم الشريان الصدغي بشكل ملحوظ أثناء النوبة وهذا يأكد أن الشرايين مسؤولة عن الشقيقة، كما يمكن تخفيف الانتفاخ والتحكم بالألم بأخذ أدوية قابضة للأوعية (مثل دواء ارجوتس والتريبتان)، بينما يكون الشريان الصدغي لدى البعض الآخر واضحا ولكن ينتفخ فقط أثناء النوبة وهذا مهم عند التشخيص، وتعد جراحة الشرايين أفضل علاج لهؤلاء المرضى الذين يتناولون أدوية الريبتان وارجوتس للتخفيف من ألم الشقيقة وذلك بسبب هذه الأدوية التي تعمل على على تضييق الفروع المتوسعة للشريان السباتي الظاهر - إذ أن العملية الجراحية تستهدف هذه الشرايين- تقع هذه الشرايين تحت فروة الرأس مما يسهل الوصول إليها ويجعل الجراحة غازية بأقل حد ممكن وتهدف الجراحة لتوفير مفعول دائم لدواء التريبتان وارجوتس.
وتستهدف الجراحة مرضى معينين:
1. المرضى الذين لايستجيبون للأدوية الوقائية.
2. المرضى الذين لايستطيعون تناول أدوية بسبب الآثار الجانبية غير المرغوبة.
3. المرضى الذين يفرطون من تناول أدوية الإجهاض مثل التريبتان وارجوتس.
4. المرضى الذين يفضلون أن لا يتناولوا الأدوية بشكل دائم وتشمل هذه الفئة المرضى الذين يعانون من صداع يومي (نوبات صداع أكثر من 15 يوم بالشهر) وهو مايسمى بالصداع المزمن وهو الصداع الذي لايستجيب لأي من العلاجات الممكنة، وأكد إليوت شيفيل  –جرّاح من جنوب أفريقيا- انخفاض مستويات الألم وتحسن أداء مرضى الصداع المزمن بعد إجراء العملية الجراحية.

## جراحة العضلات -التخلص من نقاط الزناد- "نقاط تحريض الألم"
يعد د. بهمان جويورون الجرّاح التجميلي أول من أشار لعملية التخلص من نقاط الزناد ومفهوم هذه النظرية أن نقاط الزناد تقع في الأعصاب الحسية والتي تقوم العضلات المحيطة بها بالضغط عليها بالتالي تلتهب هذه الأعصاب ويبدأ بعد ذلك سلسلة من نوبات صداع الشقيقة، وحتى الآن تم تحديد ثلاث نقاط زنادية يمر فيها العصب داخل العضلة وتعد تلك المناطق مناسبة للعملية الجراحية وهي 1- العصب القذالي الكبير الذي يخترق العضلة الشوكية النصفية خلف جانبي الرأس. 2- العصب الوجني الذي يمر داخل العضلة الصدغية. 3-أعصاب فوق الحجاج وفوق البكرة التي تمر داخل مجموعة عضلة المقطب (عضلة مغضنة الحاجب وعضلة الخافضة للحاجب والعضلة الناحلة) وقد أجريت مجموعة كبيرة من الدراسات لتقييم كفاءة عملية جراحة نقاط الزناد ووجد أن 90% من المرضى الذين تم اختيارهم بعناية فائقة قد استجابوا لعلاج البوتوكس ومع تحسن على ما لا يقل عن 50% من آلام الشقيقة.

### تفاصيل أكثر عن جراحة العضلات
يجب أن يخضع المريض قبل الجراحة لفحص عصبي كامل بالإضافة إلى فحص آخر للتأكد من استجابته للبوتكس فقد وجد أن الاستجابة الايجابية لحقنة البوتكس دليل على نجاح تلك العملية، وقد يتم علاج نقطة زناد واحدة أو عدة نقاط، تبدأ نوبات الصداع من منطقة واحدة اعتماد على نقاط زناد الصداع ومن ثم تنتشر إلى باقي الرأس، وفي حال التهاب العصب الثلاثي التوائم يجب تحديد بداية نقطة الزناد بدلا من معالجة جميع النقاط. صداع الشقيقة في منطقة الجبهة: يتم تعديل أعصاب فوق الحجاج وفوق البكرة المتواجدان في منطقة المقطب عن طريق استئصال عضلة مغضنة الحاجب وعضلة الخافضة للحاجب عن طريق المنظار إذ أن هذه الجراحة مشابه لعملية تجميل رفع الجبين. صداع الشقيقة الصدغي: يعالج العصب الوجني - أحد فروع العصب الثلاثي التوائم والمار داخل العضلة الصدغية- باستخدام المنظار مع ازالة شريحة من العصب بدلا من إزالة العضلة وبسبب هذه الإزالة يحدث عيب حسي طفيف على منطقة البشرة الصدغية ولكن عبر عملية التعصيب من أعصاب حسية أخرى يمكن الحد من الضرر الناتج. صداع الشقيقة القذالي: يتم معالجة العصب القذالي الواقع خلف الرقبة عن طريق شق جراحي حيث يتم إزالة شريحة صغيرة من العضلة الشوكية النصفية ومن ثم حماية الأعصاب بعازل دهني.
ووجد أن هناك نقاط زناد أخرى لا تتضمن العضلات حيث أنها توجد في أنف المرضى الذين لديهم انحراف كبير في الحاجز الأنفي وتوسع في المحارات (لحمية الأنف) ووجد أن المحارات المتوسعة المتواجدة في النقاط الزناد الأنفي متصلة مع الحاجز الأنفي، وتتم المعالجة عن طريق عملية الرأب أو استئصال اللحمية، إذا متى تحدد جراحة إزالة نقاط الزناد الموجودة في الشرايين؟
تحدد فقط عند استجابة المريض طوعا للحقن العضلي بسم البوتولينيوم وفي حال كان التشخيص ايجابيا.

## العلاج الوقائي غير الجراحي

### استرخاء العضلات
لقد تم اثبات تدخل العضلات القحفية بمرض الشقيقة وتعد تقنيات استرخاء العضلات من الطرق العلاجية الوقائية التي أثبتت فعاليتها.